# Nimboa ressli
Nimboa ressli is een insect uit de familie van de dwerggaasvliegen (Coniopterygidae), die tot de orde netvleugeligen (Neuroptera) behoort. 
De wetenschappelijke naam Nimboa ressli is voor het eerst geldig gepubliceerd door H. Aspöck & U. Aspöck in 1965.